# دار النفائس والمخطوطات ببريدة
دار النفائس والمخطوطات ببريدة أحد متاحف منطقة القصيم، يقع في مدينة بريدة. وهي مؤسسه غير ربحية تعنى برصد التراث العلمي وحفظ الكتب والمخطوطات للعلماء والمثقفين في مدينة بريدة، أسسها عبد الملك بن عبد الوهاب البريدي. تحتوي الدار على الكثير من الكتب والمخطوطات والوثائق القديمة.

## وصلات خارجية
- دار النفائس والمخطوطات تعرض كتب طبعت في بريدة 1319 هجرية بكتاب القصيم
- هيئة السياحة تسلم دار النفائس والمخطوطات ببريدة رخصة متحف
- الأمير فيصل بن مشعل يستقبل مشرف وأعضاء دار النفائس والمحفوظات بالقصيم